# Lévignac
Lévignac, também conhecida como Lévignac-sur-Save, (em occitano:  Levinhac) é uma comuna francesa na região administrativa da Occitânia, no departamento do Alto Garona. Estende-se por uma área de 12.22 km², com 2.110 habitantes, segundo o censo de 2018, com uma densidade de 170 hab/km².